# Bobsleigh nos Jogos Olímpicos de Inverno de 1980

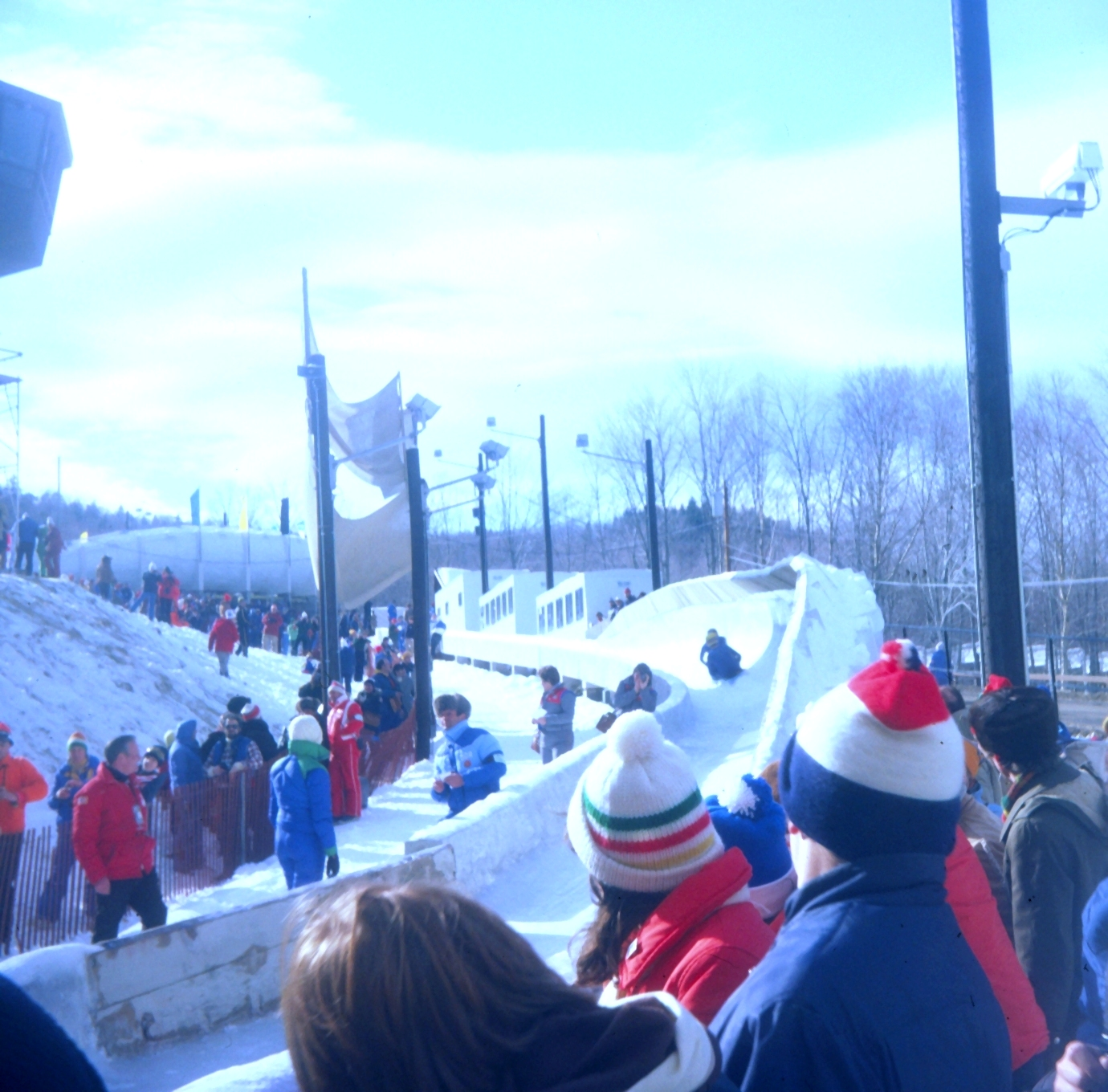
Pista de bobsleigh utilizada nos Jogos

O bobsleigh nos Jogos Olímpicos de Inverno de 1980 foi realizado em Lake Placid, nos Estados Unidos. Dois eventos estiveram em disputa: prova de duplas e por equipes.

## Medalhistas
| Evento           | Ouro | Prata                                                                                 | Bronze                                                                                                 |
| ---------------- | --- | ------------------------------------------------------------------------------------- | --- |
| Duplas detalhes  | Suíça II Erich Schärer Josef Benz SUI Suíça                                                                        | Alemanha Oriental II Bernhard Germeshausen Hans-Jürgen Gerhardt GDR Alemanha Oriental | Alemanha Oriental I Meinhard Nehmer Bogdan Musiol GDR Alemanha Oriental                                |
| Equipes detalhes | Alemanha Oriental I Meinhard Nehmer Bogdan Musiol Bernhard Germeshausen Hans-Jürgen Gerhardt GDR Alemanha Oriental | Suíça I Erich Schärer Ulrich Bächli Rudolf Marti Josef Benz SUI Suíça                 | Alemanha Oriental II Horst Schönau Roland Wetzig Detlef Richter Andreas Kirchner GDR Alemanha Oriental |

## Quadro de medalhas
| Ordem | País                  | Medalha de ouro | Medalha de prata | Medalha de bronze |   |
| ----- | --------------------- | --------------- | ---------------- | ----------------- | - |
| 1     | GDR Alemanha Oriental | 1               | 1                | 2                 | 4 |
| 2     | SUI Suíça             | 1               | 1                |                   | 2 |
| TOTAL | TOTAL                 | 2               | 2                | 2                 | 6 |